# Patrick van Salisbury
Patrick van Salisbury of Patrick FitzWalter (ook Earl of Wiltshire genoemd; Poitiers, 1168) was een Anglo-Normandische edelman en eerste graaf van Salisbury.

## Afkomst en erfgoed
Patrick was afkomstig uit het eerste huis Salisbury. Hij was een jongere zoon van Walter FitzEdward en Sibyll de Chaources. Zijn vader was mogelijk tijdens de regering van koning Stefanus van Blois tot erfelijke sheriff van Wiltshire benoemd geworden. Na de dood van zijn vader in 1147 erfde hij de Honour of Chitterne in Wiltshire. Toen zijn oudere broer Willem midden de jaren 1140 stierf, werd Patrick erfgenaam van zijn ouders. In 1166 bestond de erfenis van zijn vader uit meer dan 40 knight's fees en de erfenis van zijn moeder uit 16 knight's fees.

## Rol tijdens de Anarchie
Als opvolger van zijn broer werd Patrick in het midden van de jaren 1140 constable van Salisbury. Zijn broer was in de troonopvolgingsstrijd tussen koning Stefanus en de voormalige keizerin Mathilde, de zogenaamde Anarchie, een aanhanger van Mathilde geweest. Patrick was echter aanvankelijk - al was het mogelijk slechts in naam - loyaal tegenover koning Stefanus. Hij was echter in een vete met John Marshal, de kastelein van het Marlborough Castle, verwikkeld. Patrick behaalde echter in deze vete de overhand. Als gevolg hiervan zou John Marshal met Sibyl, een zus van Patrick, in het huwelijk treden. Rond deze tijd wisselde Patrick ook van kamp en koos de kant van Mathilde, die hem voor 1147 tot Earl of Wiltshire benoemde. Er werd gezegd dat hij in de strijd tegen koning Stefanus tijdelijk Downton Castle, een kasteel van Hendrik van Blois, bisschop van Winchester,  bezette, waarvoor hij werd geëxcommuniceerd. Hij diende als sheriff van Wiltshire aan Mathilde's zijde en hief in deze hoedanigheid koninklijke belastingen en taksen, waarmee hij de enige baron is waarvan bewijs is dat hij deze taak op zich durfde nemen. Net zoals een aantal andere baronnen liet hij tijdens de Anarchie eigen munten slaan.

## Graaf van Salisbury na de Anarchie
Patrick trad met de titel van graaf van Salisbury in 1153 als getuige op voor het Verdrag van Wallingford, dat een einde maakte aan de burgeroorlog tussen Hendrik van Anjou, de zoon van Mathilde, en koning Stefanus. Toen Hendrik van Anjou in 1154 als Hendrik II koning van Engeland werd, bevestigde hij Patrick in zijn positie als graaf van Salisbury en Patrick diende deze daarenboven tot in 1160 als sheriff van Wiltshire. Enkele jaren later had Patrick de leiding over een koninklijk leger in Aquitanië, waar een opstand van het huis Lusignan tegen het huis Anjou was uitgebroken. Onder zijn gevolg bevond zich ook zijn neef, Willem de Maarschalk (Guillaume le Maréchal), in zijn dienst, die later zou uitgroeiende tot een van de beroemdste ridder van de middeleeuwen. Patrick werd, in een poging van Guy van Lusignan om de met Patrick meereizende Eleonora van Aquitanië gevangen te nemen, in een hinderlaag gelokt en door een speer dodelijk verwond. Het precieze verloop van de veldtocht is onduidelijk, want de vermelding in de kroniek van Roger van Hoveden, volgens dewelke Patrick tijdens een terugreis van een pelgrimstocht naar Santiago de Compostella werd gedood, wordt als intussen weerleg beschouwd. Vermoedelijk zou deze versie de snoodheid van de Lusignans moeten aantonen, die Patrick als pelgrim zouden hebben overvallen en gedood. Volgens andere bronnen zou het koninklijke leger juist de Lusignans hebben overvallen, toen deze reeds bereid waren om tot vredesonderhandelingen over te gaan. Patrick van Salisbury werd in de abdij Saint-Hilaire van Poitiers bijgezet.

## Familie en nakomelingen
Patrick van Salisbury was tweemaal getrouwd. Uit zijn eerste huwelijk met zekere vrouwe Mathilde had hij geen kinderen. Na 1148 was hij met Ela (- 1174), de weduwe van Willem de Warenne, 3e graaf van Surrey, en dochter van graaf Willem I Talvas van Ponthieu, getrouwd. Met haar had hij vier zonen, van wie Patrick, Filips en Walter echter jong zijn gestorven. Zijn erfgenaam was zijn zoon William FitzPatrick (- 1196).